# Sommer-Paralympics 2012/Teilnehmer (Rumänien)
| stlisierte Goldmedaille | stlisierte Silbermedaille | stlisierte Bronzemedaille |
| ----------------------- | ------------------------- | ------------------------- |
| 1                       | 1                         | —                         |

Rumänien entsendete zu den Paralympischen Sommerspielen 2012 in London eine aus fünf Sportlern bestehende Mannschaft – eine Frau und vier Männer.

## Teilnehmer nach Sportart

### Leichtathletik
Männer
- Florin Marius Cojoc

### Radsport
Männer:
- Carol-Eduard Novak
- Imre Torok

### Schwimmen
Frauen
- Naomi Ciorap

### Tischtennis
Männer:
- Dacian Makszin